# Saab 9-3 (YS3D)
Der Saab 9-3 der Baureihe YS3D ist ein PKW des ehemaligen schwedischen Automobilherstellers Saab, der von 1998 bis 2003 als fünftürige Schräghecklimousine, dreitüriges Kombicoupé sowie als zweitüriges Cabriolet gebaut wurde. Er ist die erste von zwei Generationen der Saab-9-3-Reihe. Der erste 9-3 löste die zweite Generation des Saab 900 ab, mit der er stilistisch und technisch weitgehend übereinstimmt. Wie sein unmittelbarer Vorgänger ist er mit dem Opel Vectra A verwandt, der auf der gleichen Plattform aufbaut wie der Saab.

## Entstehungsgeschichte
Die ab 1978 in verschiedenen Karosserieversionen gebaute erste Generation des Saab 900 war 16 Jahre lang das Kernmodell der schwedischen Marke. 1993 erschien die komplett neu konstruierte zweite Generation. Sie war zugleich das erste neue Modell, das Saab nach der Teilübernahme durch General Motors 1989 vorstellte. Der zweite Saab 900, der als drei- und fünftürige Schräghecklimousine und als Cabriolet erhältlich war, basierte vielmehr auf der GM-Plattform GM2900 und teilte sich zahlreiche Komponenten unter anderem mit dem Opel Vectra A. Unter Liebhabern der Marke wurde die Opel-Nähe des zweiten 900 vielfach kritisch gesehen. In knapp fünf Jahren baute Saab fast 275.000 Exemplare von ihm.
Im Sommer 1998 führte Saab eine überarbeitete Version der zweiten 900-Generation ein, die intern als Baureihe YS3D bezeichnet wurde. Sie erhielt die Verkaufsbezeichnung Saab 9-3, die sich an das neue, 1997 mit dem Saab 9-5 eingeführte Bezeichnungssystem anpasste. Äußerlich gab es nur Detailunterschiede zur zweiten 900-Generation; allerdings behauptete Saab, unter dem Blech habe es mehr als 1100 Veränderungen gegeben. Die geschlossenen Versionen blieben bis 2002 im Programm; dann erfolgte die Ablösung durch die völlig neu konstruierte zweite Generation des Saab 9-3 (interne Bezeichnung YS3F). Das Cabriolet der ersten 9-3-Generation blieb noch ein Jahr länger im Programm, danach erschien auch die offene Version des YS3F.

## Modellbeschreibung

### Karosserie

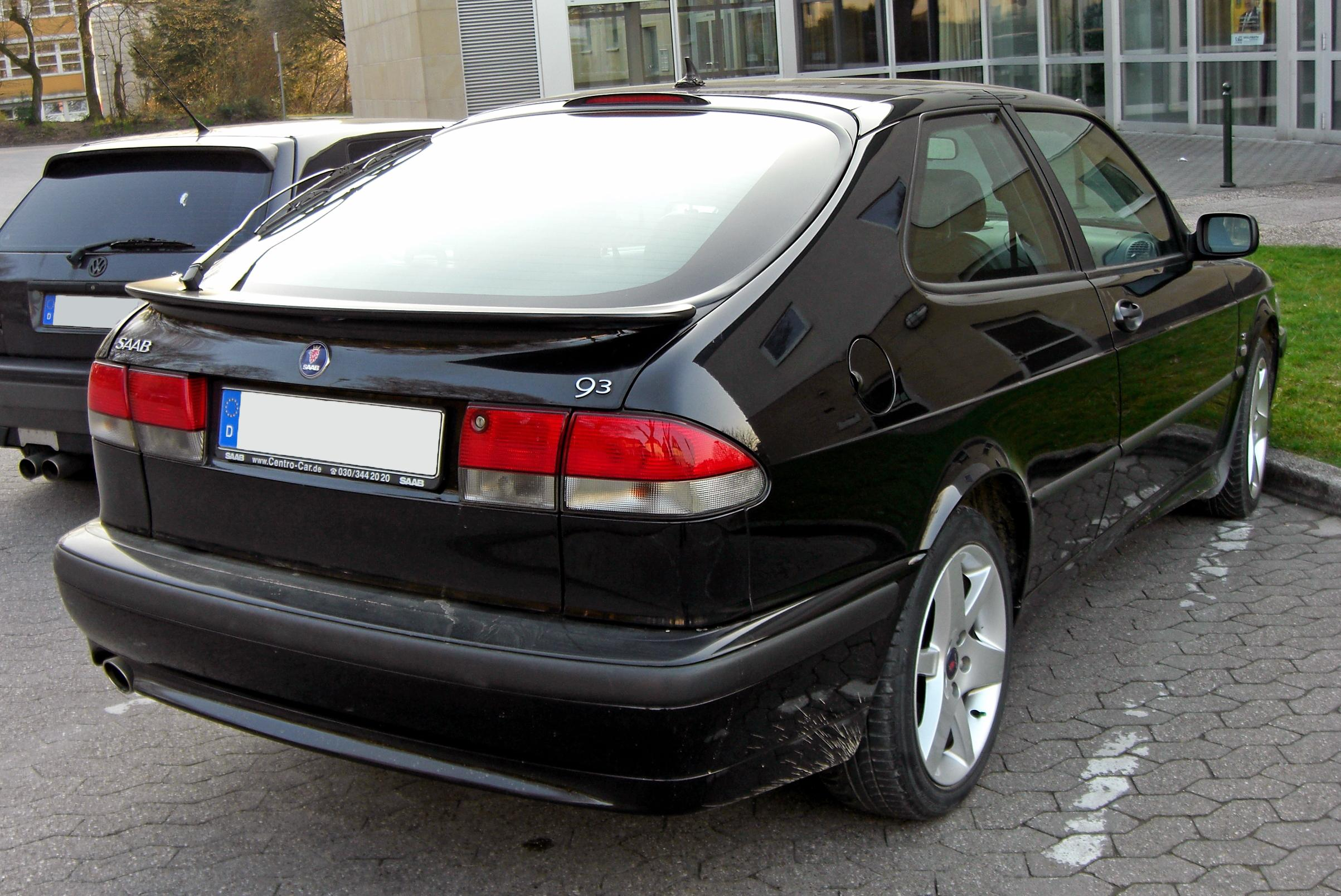
Neu gestaltete Heckpartie des ersten Saab 9-3

Der Saab 9-3 der Baureihe YS3D war wie sein unmittelbarer Vorgänger als drei- und fünftürige Schräghecklimousine und als Cabriolet erhältlich. Die geschlossenen Modelle sind Fünfsitzer, das Cabriolet hat vier Sitze.
Die Karosserie des ersten Saab 9-3 stimmt weitestgehend mit dem von Björn Envall und Einar Hareide entworfenen Aufbau des zweiten Saab 900 überein. Der Luftwiderstandsbeiwert (cw) der geschlossenen Modelle beträgt wie beim 900 der zweiten Serie 0,34, beim Spitzenmodell Viggen 0,31.
Zu den wenigen äußerlich wahrnehmbaren Änderungen gegenüber dem Vorgänger gehören größere vordere und hintere Stoßfänger, die weiter herunterreichen als beim zweiten Saab 900 und veränderte schwarze Kunststoffleisten haben. Zudem erhielt das hintere Kfz-Kennzeichen eine neue Position: Es ist nun nicht mehr unterhalb, sondern auf gleicher Höhe wie die Rückleuchten untergebracht. Die Kühlermaske wurde neu gezeichnet. Sie folgt grundsätzlich dem traditionellen Saab-Schema; die Konturierung der Rahmen änderte sich aber und wurde der Maske des ein Jahr vorher eingeführten ersten Saab 9-5 angeglichen.

### Innenraum

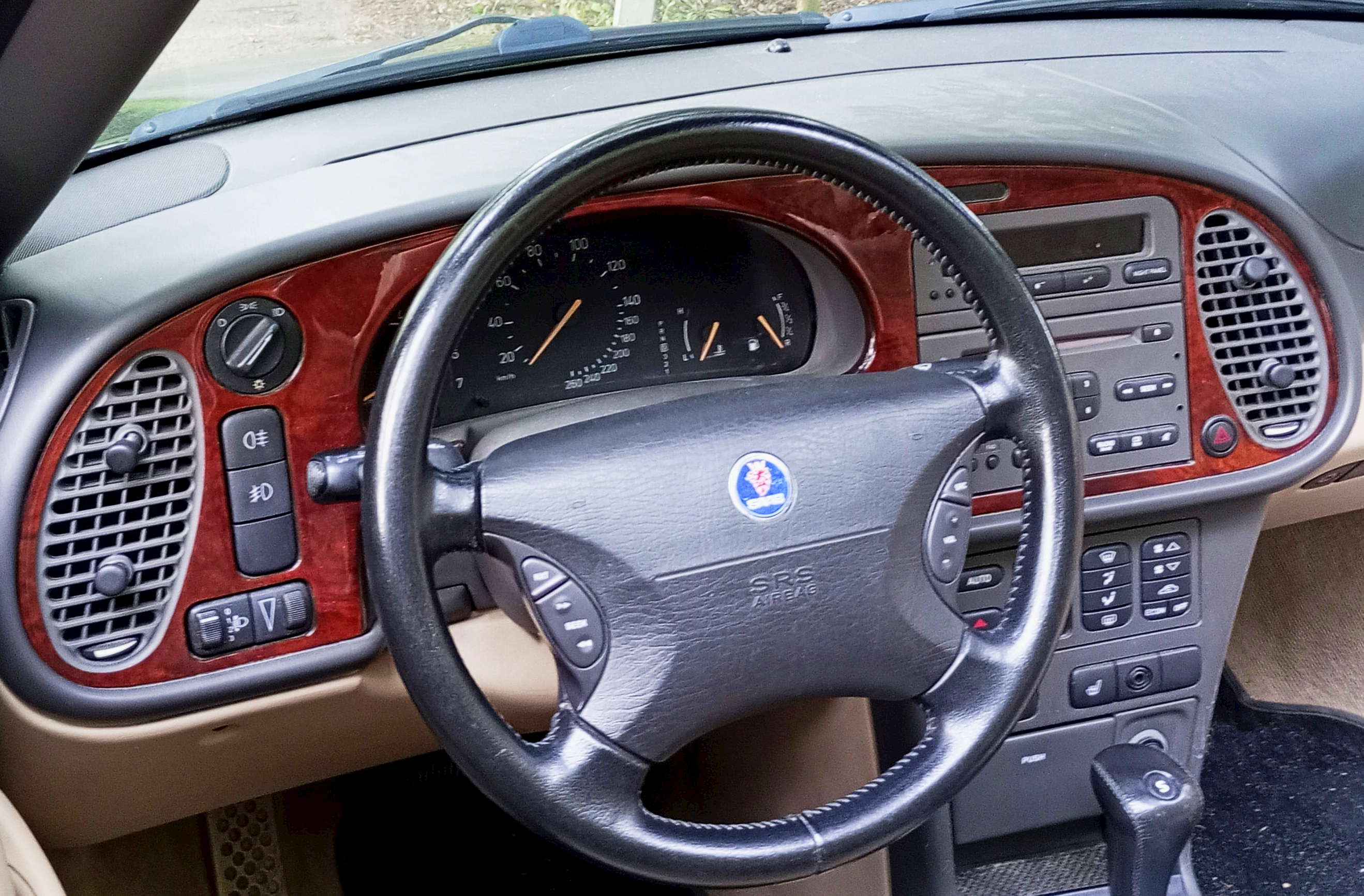
Instrumententräger. Besonderheit: asymmetrischer Geschwindigkeitsanzeiger

Die Innenraumgestaltung des 9-3 entspricht im Grundsatz ebenfalls der des Vorgängermodells. Änderungen ergaben sich bei zahlreichen Details. Neu war der asymmetrisch gegliederte Geschwindigkeitsanzeiger, den Saab bereits beim größeren 9-5 eingeführt hatte: Die Skalierung ist im Bereich bis 140 km/h weiter als im Bereich darüber. Saab verstand das als Sicherheitsmerkmal: Einerseits lässt sich die Anzeige im niedrigeren Geschwindigkeitsbereich deutlich präziser ablesen, andererseits sollten die Fahrer dazu verleitet werden, höhere Geschwindigkeiten zu vermeiden. Dieses Konzept überzeugte nicht überall. Die auf dem nordamerikanischen Markt verkauften Saab 9-3 wurden weiterhin mit einem gleichmäßig skalierten Tachometer ausgeliefert. Wie bei Saab üblich, ist das Zündschloss in der Mittelkonsole untergebracht. Gegenüber dem Vorgängermodell wurden Sitze und Kopfstützen verändert. Um die Crashsicherheit auf dem neuesten Stand zu halten, gab es nun auch serienmäßige Seitenairbags, die in die neuen Sitze integriert sind.

### Motorisierung und Kraftübertragung

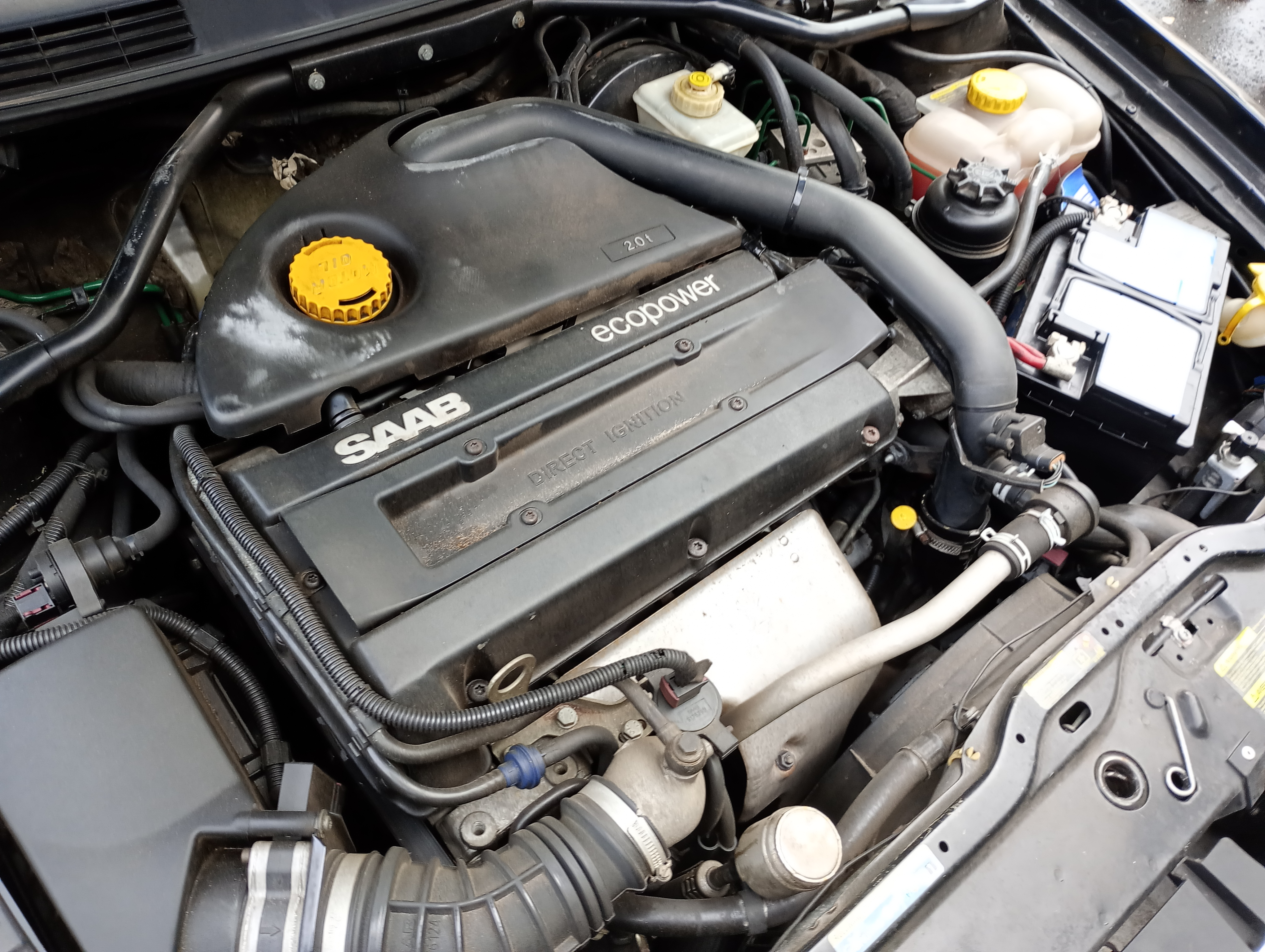
2.0 turbo Ecopower Vierzylindermotor

Im ersten Saab 9-3 wurden Saabs eigene Vierzylinder-Ottomotoren angeboten; der beim Vorgänger erhältliche Sechszylinder-V-Motor von Opel wurde mit dem Modellwechsel aus dem Programm genommen. Über den gesamten Produktionszeitraum waren 2,0-Liter-Motoren der Baureihen B204 und B205 erhältlich, die mit Ausnahme des 96 kW (131 PS) starken Basismotors eine Turboaufladung haben. Die Leistungsspanne der aufgeladenen 2,0-Liter-Motoren reicht von 110 kW (150 PS) bis 151 kW (205 PS). Von 1998 bis 2000 waren außerdem 2,3-Liter-Motoren der Baureihen B234 und B235 erhältlich, auch sie überwiegend mit Turboaufladung. Die stärkste Version des B235 erreicht eine Leistung von 169 kW (230 PS).
Mit der Modelleinführung des 9-3 bot Saab zudem erstmals einen von Steyr-Puch entwickelten und von Opel in Kaiserslautern produzierten Dieselmotor mit 2,2 l Hubraum, einer VP44-Einspritzpumpe von Bosch und zwei Ausgleichswellen an. Bei den ersten Modellen betrug die Leistung 85 kW (115 PS); zum Modelljahr 2001 wurde sie auf 92 kW (125 PS) angehoben. Die Dieselmotoren waren den geschlossenen 9-3-Varianten vorbehalten.
Die Ottomotor-Modelle des Saab 9-3 waren wahlweise mit einem handgeschalteten Fünfganggetriebe oder mit einer Viergangautomatik erhältlich. Bei den Dieselmodellen stand das Automatikgetriebe nicht zur Wahl.

## Saab 9-3 Cabriolet
Wie schon der Saab 900 war auch der 9-3 als viersitziges Cabriolet erhältlich. Anders als beim ersten 900, dessen offene Version Saab erst Jahre nach der Einführung des Grundmodells entwickelt hatte, war das Cabriolet des zweiten 900 bzw. des 9-3 von Beginn an Teil der Entwicklung gewesen. Es wurde bei Valmet in Uusikaupunki in Finnland gebaut.
Das 9-3 Cabriolet hat ein Stoffverdeck, das serienmäßig mit Elektromotoren betätigt wird. Mit geschlossenem Verdeck hat das Auto eine zweitürige Stufenheckkarosserie. Das geöffnete Verdeck verschwindet vollständig im Karosseriekörper. Dadurch reduziert sich das Kofferraumvolumen um 80 Liter. Das Saab 9-3-Cabriolet der ersten Generation war ausschließlich mit Ottomotoren erhältlich – bis zum Modelljahr 2000 auch mit dem besonders starken Viggen-Triebwerk –; einen Dieselmotor gab es erst ab 2006 bei der zweiten Generation. Die letzten Cabriolets wurden in einer Last-Edition-Version verkauft. Sie hatten unter anderem die Stoßfänger und die Seitenschweller des Viggen, allerdings nicht dessen starken Motor.

## Saab 9-3 Viggen

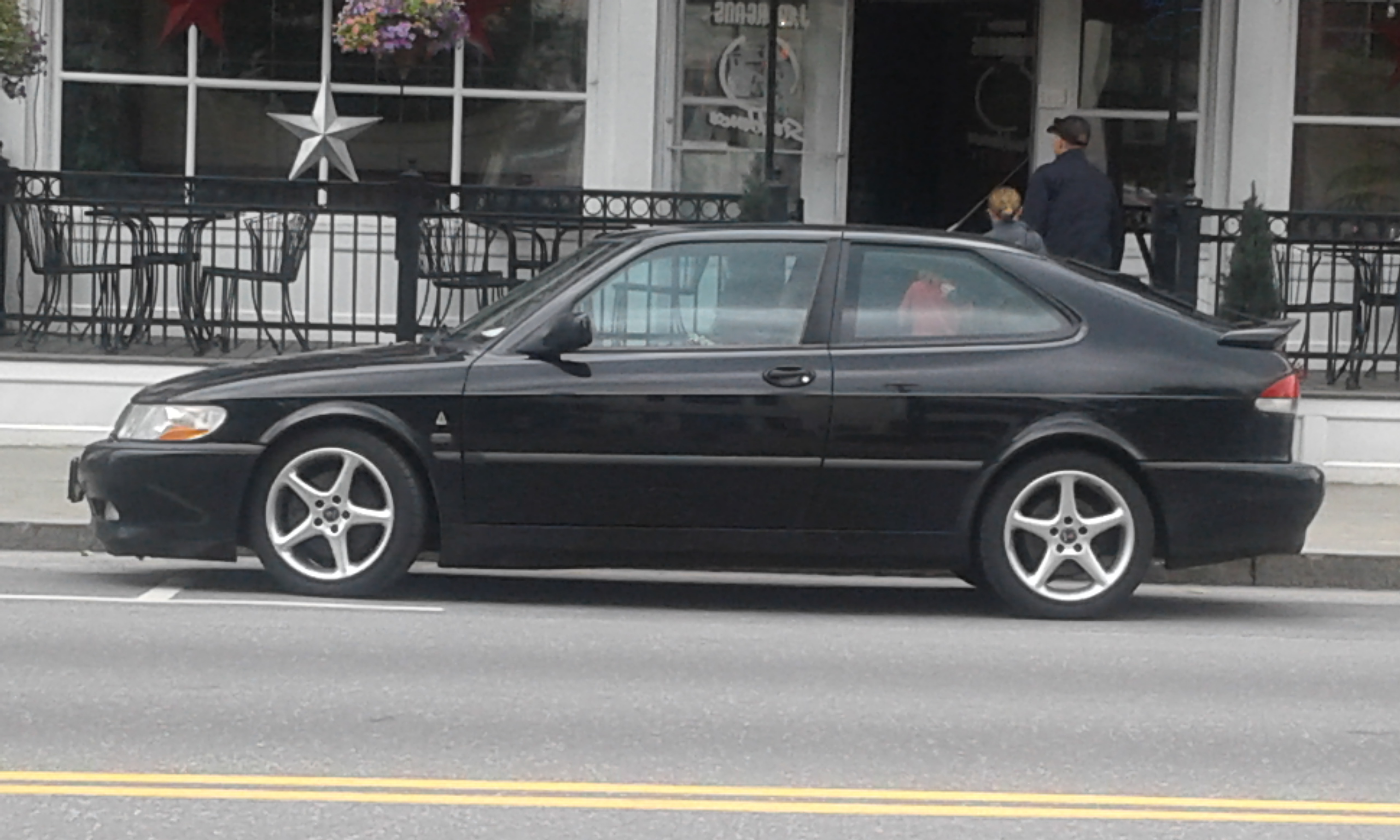
Saab 9-3 Viggen

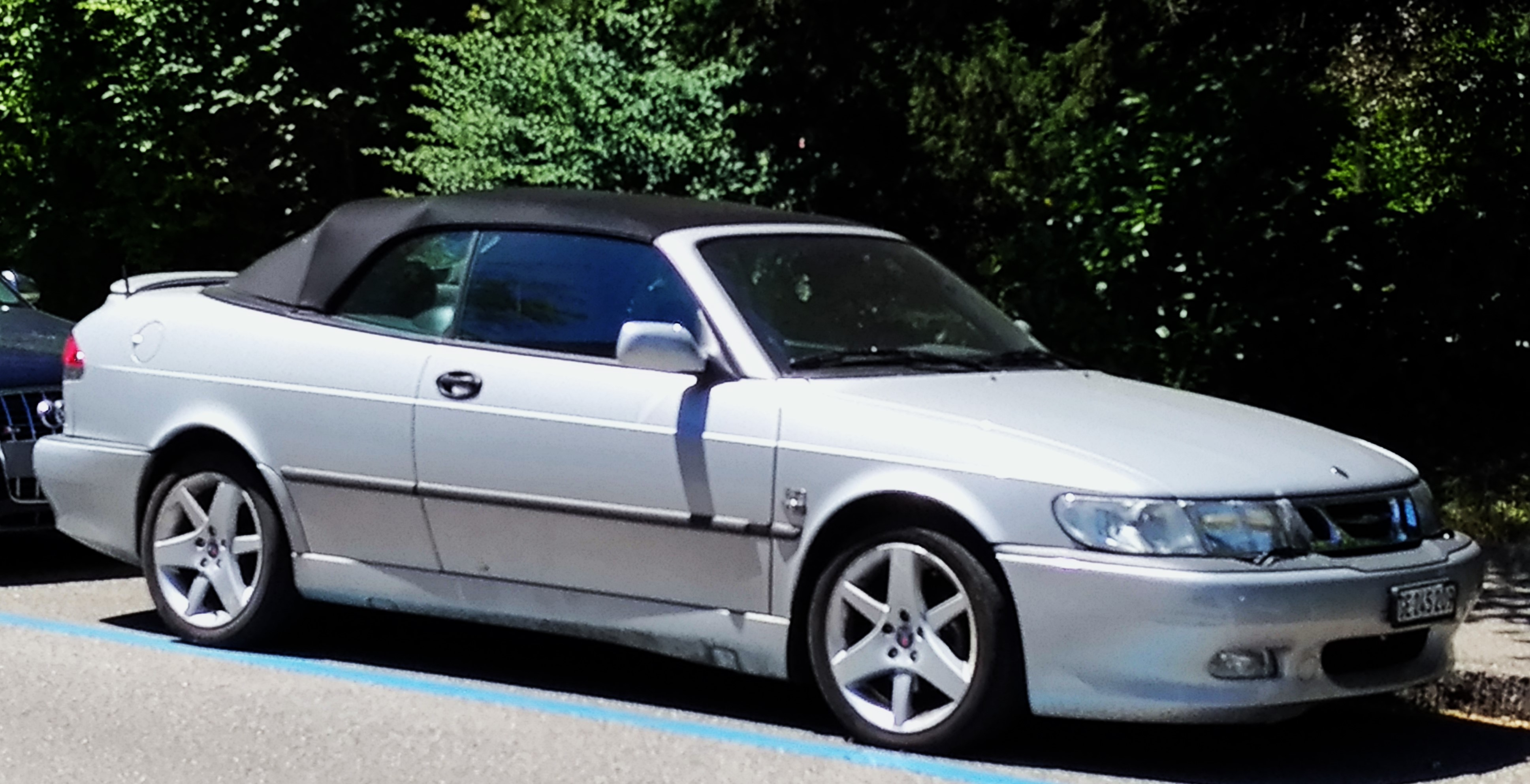
Saab 9-3 Viggen Cabriolet

Die leistungsstärkste Variante des Saab 9-3 war der Viggen, der in allen drei Karosserieversionen erhältlich war. Seine Bezeichnung bezieht sich auf das 1967 vorgestellte Kampfflugzeug Saab JA 37 Viggen. Der Viggen war eine Weiterentwicklung des 1995 vorgestellten Konzeptfahrzeugs Saab 900 SVO. Das Serienmodell wurde wie schon das Konzeptfahrzeug in Zusammenarbeit mit dem britischen Motorsportunternehmen Tom Walkinshaw Racing (TWR) entwickelt.
Der Viggen ist serienmäßig mit Saabs 2,3 Liter großem B235R-Vierzylindermotor ausgestattet, der anfänglich 165 kW (224 PS) und in einer späteren Version 169 kW (230 PS) leistet. Das Fahrwerk wurde der hohen Motorleistung angepasst. Federn und Dämpfer wurden für dieses Modell neu konstruiert.
In Europa war der Viggen bis 2000 erhältlich; auf nordamerikanischen Märkten blieb er, leicht abweichend motorisiert, bis 2002 im Programm.
Der Produktionsumfang des Viggen war gering. Die Angaben hierzu variieren. Nach einer Quelle entstanden insgesamt 4474 Viggen, nach anderen mehr als 6000 Autos.

## Produktion
Die drei- und fünftürigen Saab 9-3 wurden (mit Ausnahme des Viggen) in Saabs Werk in Trollhättan gebaut. Die Cabriolets und alle Viggen-Modelle entstanden dagegen bei Valmet in Finnland. Die Produktion in Schweden endete im April 2002; danach stellte Valmet noch bis 2003 einige geschlossene Saab 9-3 (ohne Viggen-Ausstattung) für skandinavische Märkte her. Auch das erste 9-3-Cabriolet wurde dort bis 2003 weitergebaut.
Alle Karosserieversionen zusammengenommen, entstanden von 1998 bis 2003 in Schweden und in Finnland 433.445 Saab 9-3 der ersten Generation.

## Preise
Bei seiner Markteinführung kostete der fünftürige Saab 9-3 mit dem 113 kW (154 PS) starken 2,0-Liter-Turbomotor (B204E) 45.650 DM, der Preis des 9-3 Cabriolets lag bei 60.150 DM. Ein vergleichbar stark motorisierter Audi A4 war 800 DM teurer, das Audi Cabriolet dagegen 3.000 DM günstiger.

## Technische Daten der Motoren
| Modell        | Motor  | Hubraum  | Typ            | Leistung                       | Drehmoment            | 0–100 km/h | Vmax     | Bauzeit         | Bemerkung                       |
| ------------- | ------ | -------- | -------------- | ------------------------------ | --------------------- | ---------- | -------- | --------------- | ------------------------------- |
| Ottomotoren   |        |          |                |                                |                       |            |          |                 |                                 |
| 2.0i          | B 204I | 1985 cm³ | R4, 16V        | 96 kW (131 PS) bei 5500 min−1  | 177 Nm bei 4300 min−1 | 11,0 s     | 200 km/h | 02/1998–12/2000 | Basismotorisierung              |
| 2.0t          | B 204E | 1985 cm³ | R4, 16V, Turbo | 113 kW (154 PS) bei 5500 min−1 | 219 Nm bei 2600 min−1 | 8,8 s      | 210 km/h | 02/1998–12/2000 |                                 |
| 2.0t          | B 205E | 1985 cm³ | R4, 16V, Turbo | 110 kW (150 PS) bei 5500 min−1 | 240 Nm bei 1800 min−1 | 8,5 s      | 215 km/h | 01/2001–08/2003 |                                 |
| 2.0 Turbo     | B 204L | 1985 cm³ | R4, 16V, Turbo | 136 kW (185 PS) bei 5500 min−1 | 263 Nm bei 2100 min−1 | 8,0 s      | 230 km/h | 02/1998–10/1999 |                                 |
| 2.0 Turbo     | B 205L | 1985 cm³ | R4, 16V, Turbo | 136 kW (185 PS) bei 5500 min−1 | 263 Nm bei 2100 min−1 | 8,0 s      | 230 km/h | 10/1999–08/2003 |                                 |
| 2.0 Turbo     | B 204R | 1985 cm³ | R4, 16V, Turbo | 147 kW (200 PS) bei 5500 min−1 | 283 Nm bei 2300 min−1 | 7,3 s      | 235 km/h | 10/1999–08/2003 |                                 |
| 2.0 Turbo     | B 205R | 1985 cm³ | R4, 16V, Turbo | 151 kW (205 PS) bei 5500 min−1 | 280 Nm bei 2200 min−1 | 7,3 s      | 235 km/h | 10/1999–04/2003 |                                 |
| 2.3i          | B 234I | 2290 cm³ | R4, 16V        | 110 kW (150 PS) bei 5700 min−1 | 212 Nm bei 3800 min−1 | 10,0 s     | 204 km/h | 02/1998–02/1999 |                                 |
| 2.3 Turbo     | B 235R | 2290 cm³ | R4, 16V, Turbo | 165 kW (224 PS) bei 5500 min−1 | 342 Nm bei 2500 min−1 | 6,8 s      | 250 km/h | 03/1999–06/1999 |                                 |
| 2.3 Turbo     | B 235R | 2290 cm³ | R4, 16V, Turbo | 169 kW (230 PS) bei 5500 min−1 | 350 Nm bei 1900 min−1 | 6,8 s      | 250 km/h | 10/1998–06/2000 |                                 |
| Dieselmotoren |        |          |                |                                |                       |            |          |                 |                                 |
| 2.2 TiD       | X22DTR | 2171 cm³ | R4, 16V, Turbo | 85 kW (115 PS) bei 4300 min−1  | 260 Nm bei 1800 min−1 | 10,9 s     | 200 km/h | 02/1998–10/2000 | nur mit Handschaltung verfügbar |
| 2.2 TiD       | D 223L | 2171 cm³ | R4, 16V, Turbo | 92 kW (125 PS) bei 4300 min−1  | 280 Nm bei 1500 min−1 | 10,5 s     | 200 km/h | 11/2000–04/2003 | nur mit Handschaltung verfügbar |

Ab Beginn der Produktion wurde die Motorsteuerung Trionic 5 eingesetzt. Sie wurde ab Modelljahr 2000 durch die neuere Variante Trionic 7 ersetzt.